# Počúvadlo
Počúvadlo – wieś (obec) na Słowacji położona w kraju bańskobystrzyckim, w powiecie Bańska Szczawnica. Pierwsze wzmianki o miejscowości pochodzą z roku 1388. 
Według danych z dnia 31 grudnia 2012, wieś zamieszkiwało 98 osób, w tym 56 kobiet i 42 mężczyzn.
W 2001 roku pod względem narodowości i przynależności etnicznej 99,24% mieszkańców stanowili Słowacy, a 0,76% Czesi.
Ze względu na wyznawaną religię struktura mieszkańców kształtowała się w 2001 roku następująco:
- Katolicy rzymscy – 26,72%
- Grekokatolicy – 3,05%
- Ewangelicy – 62,6%
- Ateiści – 7,63%